# Сребрна Звезда
„Сребрна Звезда” (енгл. The Adventure of Silver Blaze) је једна од 56 приповедака о Шерлоку Холмсу које је написао Артур Конан Дојл и прва је прича у Мемоарима Шерлока Холмса. Објављена је у часопису The Strand Magazine у децембру 1892. године.
Дојл је „Сребрну Звезду” сврстао на 13. место на листи својих 19 омиљених прича о Шерлоку Холмсу. Једна од најпопуларнијих кратких прича о Шерлоку Холмсу, „Сребрна Звезда” фокусира се на нестанак истоименог тркачког коња (чувеног победника, у власништву пуковника Роса) уочи важне трке и на очигледно убиство његовог тренера. Прича се одликује атмосферским дартмурским окружењем и касновикторијанским спортским амбијентом. Такође садржи неке од најефикаснијих заплета Конана Дојла, које се заснивају на „необичном догађају са псом у ноћи”:
Грегори (детектив Скотланд Јарда): Постоји ли још нешто на шта бисте желели да ми скренете пажњу?

Холмс: На необичан догађај са псом у ноћи.

Грегори: Пас није радио ништа током ноћи.

Холмс: То и јесте необичан догађај.

## Радња
Шерлок Холмс и доктор Вотсон путују возом у Дартмур да истраже нестанак Сребрне Звезде, познатог тркачког коња, и убиство његовог тренера, Џона Стрејкера. Холмс и Вотсон стижу у Кингс Пиланд, одакле је нестала Сребрна Звезда. Кладионичар Фицрој Симпсон дошао је у Дартмур (а посебно у Кингс Пиланд) да прикупи информације о Сребрној Звезди и другом коњу, Бајарду. Он је пришао и Стрејкеровој служавки и момку из штале у ноћи када је коњ нестао и ухапшен је као осумњичени за убиство. Међутим, Холмсу се чини да постоји низ чињеница које се не уклапају у случај против Симпсона, колико год то мало вероватно изгледало. Чини се чудним, на пример, да је он извео коња у мочвару само да би га повредио или убио, што би могло да се уради баш у његовој штали. Није морао да украде животињу. Зашто би му био потребан тако чистокрван коњ? Зашто исцрпна претрага комшилука није пронашла Сребрну Звезду? Шта је Симпсон урадио са њим?
Шерлок Холмс убрзо проналази Сребрну Звезду: његови трагови (заједно са људским) јасно су видљиви у тлу, иако повремено. Холмс такође закључује зашто полиција није могла да пронађе коња. Холмс осигурава сигурност Сребрне Звезде и окреће мисли другим аспектима случаја.
Џон Стрејкер, покојни тренер Сребрне Звезде, погинуо је од ударца у лобању, за који се претпоставља да га је Симпсон задао својим штапом за ходање. Симпсонова кравата се такође налази у Стрејкеровој руци, а капут овог другог налази се пребачен преко жбуна. На месту злочина је пронађен нож — посебно деликатног изгледа, са малом оштрицом. Доктор Вотсон, из свог медицинског искуства, идентификује га као нож за катаракту који се користи за најделикатније операције – колико год да је користан за ту сврху, био би неприкладан као оружје. Поред тога, чини се да је Стрејкер себи засекао кук.
Један од момака из штале, Нед Хантер, био је на стражи у ноћи када је извршен злочин, али се показало да је био дрогиран опијумом у праху који му је стављен у вечеру. Нико други ко је те вечери јео овчетину са каријем направљену у кући Стрдјкерових није претрпео никакве лоше последице, али Хантер је био у дубокој омамљености све до следећег дана. Стрејкерови џепови су садржавали два занимљива предмета: свећу и рачун за (између осталог) хаљину од 22 гвинеје, коју је направио Вилијам Дербишир. Постоји необичан инцидент са псом и проблем са овцама које се држе у штали: пастир каже Холмсу да су три његове животиње недавно изненада постале хроме.
Холмсове моћи разоткривају мистерију и откривају кога треба разоткрити. Посећује продавницу у Лондону где је купљена хаљина и на Срејкеровој фотографији утврђује да се Стрејкер представљао Дербишир. Ово утврђује његов мотив: имао је љубавницу са скупим укусом и покушао је да утиче на исход трке како би зарадио велику суму новца. Кари овчетина је такође била траг; само ово зачињено јело је могло да прикрије укус опијума у праху, а Симпсону би било немогуће да те вечери приреди веома зачињен оброк за своје потребе. Према томе, неко из домаћинства мора да је смислио идеју — наиме, сам Стрејкер.
„Занимљив догађај са псом током ноћи” се лако објашњава: пас није правио буку, јер није видео странца. Као што Холмс објашњава: „Схватио сам значај ћутања пса, јер један прави закључак увек сугерише друге... Очигледно је поноћни посетилац био неко кога је пас добро познавао.” Стрејкер је био тај који је одвео Сребрну Звезду из његове штале и извео га у мочвару. Стрејкерова сврха у томе била је да употреби нож за катаракту да нанесе благу повреду једној од ногу коња, чинећи га привремено хромим на начин који се не би могао открити при прегледу и стога вероватно био приписан напрезању. Мислио је да искористи Симпсонову кравату (коју је овај испустио када је избачен из Кингс Пиланда) као каиш за држање коњске ноге да би је пресекао. Али уместо тога, Стрејкер је убијен када се коњ, осетивши да нешто није у реду, успаничио и ударио тренера ногом у главу. Стрејкер је овце користио за вежбу, те то објашњава њихово храмање.
Главна брига пуковника Роса је, наравно, да безбедно врати свог коња. Холмс одлучује да Росу не каже где је био његов коњ (иако је све време знао) све до после Купа Весекса, који осваја Сребрна Звезда. У почетку пуковник не препознаје свог коња, пошто су препознатљиве беле ознаке животиње прекривене бојом. О коњу се бринуо један од пуковникових комшија, Сајлас Браун, који га је пронашао како лута мочваром и сакрио га у својој штали. Холмс затим објашњава детаље случаја корак по корак на задовољство пуковника, Вотсона и инспектора Грегорија.
Грегори је један од компетентнијих полицијских детектива са којима Холмс сарађује током своје каријере. Он спроводи темељну истрагу злочина пре Холмсовог доласка и прикупља све доказе потребне Холмсу да реши случај. Холмс примећује да је Грегори „изузетно добар полицајац” и примећује да је једини квалитет који му недостаје машта — способност да замисли шта би се могло догодити у датој прилици, и да делује на основу те интуиције.

## Историја објављивања
Приповетка „Сребрна Звезда” први пут је објављена у британском часопису The Strand Magazine у децембру 1892. године, док је у Сједињеним Државама објављена у америчкој верзији овог часописа месец дана касније. Такође је објављена у америчком часопису Harper's Weekly 25. фебруара 1893. године. Прича је објављена са десет илустрација Сиднија Паџета у часопису The Strand Magazine, и са две илустрације В. Х. Хајда у часопису Harper's Weekly. Ова приповетка је укључена у збирку кратких прича Мемоари Шерлока Холмса, која је објављена у децембру 1893. године.

## Адаптације

### Филм и телевизија
Један од кратких филмова у серијалу филмова о Шерлоку Холмсу из 1912. године заснован је на овој причи. Жорж Тревил је играо Шерлока Холмса у овој филмској серији.
Кратка филмска адаптација објављена је 1923. у којој је Еје Норвуд глумио Холмса, а Хјуберт Вилис се нашао у улози др Вотсона. Ово је био део серије филмова о Шерлоку Холмсу из 1921–1923, тачније скупа филмова објављених 1923. под серијским насловом Последње авантуре Шерлока Холмса.
Године 1937. објављен је британски филм Сребрна Звезда са Артуром Вонтнером у улози Холмса и Ијаном Флемингом као Вотсоном. Филм је објављен у САД четири године касније као Убиство у Баскервилима.
Прича је адаптирана као телевизијски филм Сребрна Звезда из 1977. са Кристофером Пламером као Холмсом и Торлијем Волтерсом као Вотсоном.
Прича је адаптирана 1988. за телевизијску серију Авантуре Шерлока Холмса са Џеремијем Бретом у улози Холмса и Едвардом Хардвиком као Вотсоном.
Епизода анимиране телевизијске серије Шерлок Холмс у 22. веку заснована је на овој причи. Епизода под називом „Сребрна Звезда” први пут је емитована 1999. године.
Седма епизода друге сезоне серије Елементарно, под називом „The Marchioness”, користила је елементе из „Сребрне Звезде” у свом заплету.

### Радио
„Сребрну Звезду” је адаптирала Едит Мејзер као епизоду радио-серије Авантуре Шерлока Холмса са Ричардом Гордоном као Шерлоком Холмсом и Лијем Ловелом као др Вотсоном. Епизода је емитована 8. децембра 1930. године. Друге епизоде адаптиране из ове приче емитоване су у мају 1935. (са Луисом Хектором као Холмсом и Ловелом као Вотсоном) и у априлу 1936. (са Гордоном као Холмсом и Харијем Вестом као Вотсоном). Мејзерова је такође адаптирала ову причу за Нове авантуре Шерлока Холмса као епизоду из 1939. са Бејзилом Ратбоном као Холмсом и Најџелом Брусом као Вотсоном. Такође је драматизована као епизода радио-серије из 1943. године.
Радио драматизација приче емитована је на британском радију 1938. под називом „Шерлок Холмс и авантура Сребрне Звезде”. Другачија адаптација ове приче емитована је на станици BBC Home Service 1945. са Лејдманом Брауном као Холмсом и Норманом Шелијем као Вотсоном. Радио адаптација са Џоном Гилгудом у улози Холмса и Ралфом Ричардсоном као Вотсоном емитована је на NBC радију у марту 1955. године.
Драматизација „Сребрне Звезде” из 1962. емитована је на BBC Light програму, као део радио серије из 1952–1969, у којој је Карлтон Хобс глумио Холмса, а Норман Шели се појавио као Вотсон. Још једна адаптација емитована је на британском радију 1978. године, са Баријем Фостером у улози Холмса и Дејвидом Баком као Вотсоном.
„Сребрна Звезда” је драматизована за BBC Radio 4 током 1992. године од стране Берта Кулса као епизода радио-серије из 1989–1998. у којој су глумили Клајв Мерисон као Холмс и Мајкл Вилијамс као Вотсон. У њој су се појавили Џек Меј као пуковник Рос, Сузан Шеридан као госпођа Стрејкер, Брет Ашер као Сајлас Браун, Теренс Едмонд као инспектор Грегори и Петра Маркам као Едит.
Епизода радио-серије Класичне авантуре Шерлока Холмса из 2014. адаптирана је из ове приче, са Џоном Патриком Лоуријем као Холмсом и Лоренсом Албертом као Вотсоном.

## У популарној култури
Наслов награђиваног романа Марка Хадона Необичан догађај са псом у ноћи преузет је из опаске Шерлока Холмса у „Сребрној Звезди”. Протагониста овог романа, Кристофер Џон Френсис Бун, помиње Шерлока Холмса неколико пута кроз књигу.
У епизоди „Служба свих мртвих” ТВ серије Инспектор Морс, Морс пита наредника Луиса колико добро познаје свог Шерлока Холмса и почиње да цитира пасус, а затим полицајац (статиста) каже кључну реченицу за Луисову даљу збуњеност.
Без експлицитног позивања или цитирања приче о Шерлоку Холмсу, тишина пса током ноћи је на сличан начин траг у криминалистичком филму Beck – Mannen utan ansikte.